# Avenue de la Marseillaise
L'avenue de la Marseillaise est une voie de la ville de Strasbourg, en France.

## Situation et accès
Située dans la Neustadt, elle débute place de la République aux bords extérieurs du canal du Faux-Rempart selon une orientation ouest-sud-ouest. Elle s'éloigne alors du canal mais en conservant la même direction d'ensemble. Elle croise à droite la passerelle des Juifs, puis arrive le carrefour avec à gauche la rue André Malraux et à droite la rue Joseph Massol. Viennent ensuite la rue Pierre Bucher à droite, la rue Wencker à gauche, la rue des Pontonniers à droite et le quai Koch à gauche. Elle parvient alors au pont Royal qui fait franchir l'Ill en aval de la confluence de ce dernier avec le canal précité.
Les trams C, E et F empruntent l'axe sur toute sa longueur. L'avenue profite de toutes les dessertes de la place de la République dont un des quais de l'arrêt de tram est situé au début de l'avenue. À son autre extrémité se situe l'arrêt Gallia des lignes de tram C, E et F.
La voie est piétonne depuis la Place de la République jusqu'aux rues André Malraux et Joseph Massol, à partir desquelles elle est à sens unique vers le pont Royal.

## Origine du nom
L'avenue porte le nom de La Marseillaise, chant patriotique de la Révolution française adopté par la France comme hymne national, dont les six premiers couplets ont été écrits par Rouget de Lisle en 1792 pour l'armée du Rhin à Strasbourg.

## Historique
La voie est percée en 1881 et ouverte sous le nom de Königs-Strasse, puis Königstrasse à partir de 1884 (Rue Royale). Elle devient ensuite en 1899 la Hohenlohestrasse en l'honneur de la Maison de Hohenlohe dont deux membres, Clovis de Hohenlohe-Schillingsfürst et Hermann de Hohenlohe-Langenbourg, furent Gouverneurs impériaux d'Alsace-Lorraine, respectivement de 1885 à 1894 et de 1894 à 1907. L'avenue prend en 1918 le nom d'avenue de la Marseillaise lorsque Strasbourg redevient française à la suite de la Première Guerre mondiale, puis Hindenburgstrasse, en l'honneur du Maréchal Hindenburg à la suite de l'annexion de l'Alsace par l'Allemagne nazie en 1940, et prend finalement son nom actuel après la Libération de Strasbourg en 1944.
C’est sur cette avenue qu'a eu lieu le Casse du siècle, commis le 30 juin 1971 à l'Hôtel des postes de Strasbourg, où s'introduisent cinq malfaiteurs vêtus de longues blouses grises avant l'arrivée de convoyeurs. Ceux-ci, qui ne sont escortés par la police nationale que sur la voie publique, sont braqués sous la menace d'armes automatiques dans un couloir de la poste. Les voleurs repartent avec huit sacs contenant des fonds correspondant aux pensions, rentes et salaires de plusieurs milliers de personnes. Le préjudice est de 11 680 000 francs lourds. Le braquage sera attribué par la suite au gang des Lyonnais.

## Bâtiments remarquables et lieux de mémoire
- Au no 1 se situe le Théâtre National de Strasbourg dont la façade principale donne sur la place de la République.
- Au no 2 se trouve la Villa Greiner qui recèle le Musée Tomi Ungerer.
- L'Hôtel des Postes est au no 5. On y trouve une exposition de voitures de la Poste.
- L'École Nationale du Génie de l'Eau et de l'Environnement (ENGEES) est au no 7.
- Le grand immeuble l'ESCA est aux no 28 et 30 ainsi que dans la rue des Pontonniers. Son nom lui vient de la société maître d'œuvre, l'Est Capitalisation aujourd'hui rebaptisé AFI ESCA. Elle avait son siège ici jusqu'en 2011, où elle s'est fixé dans le quartier des Halles occupant la grande tour en verre donnant sur le square de l'ancienne Synagogue au no 2 quai Kléber à proximité de la rue du Marais Vert.

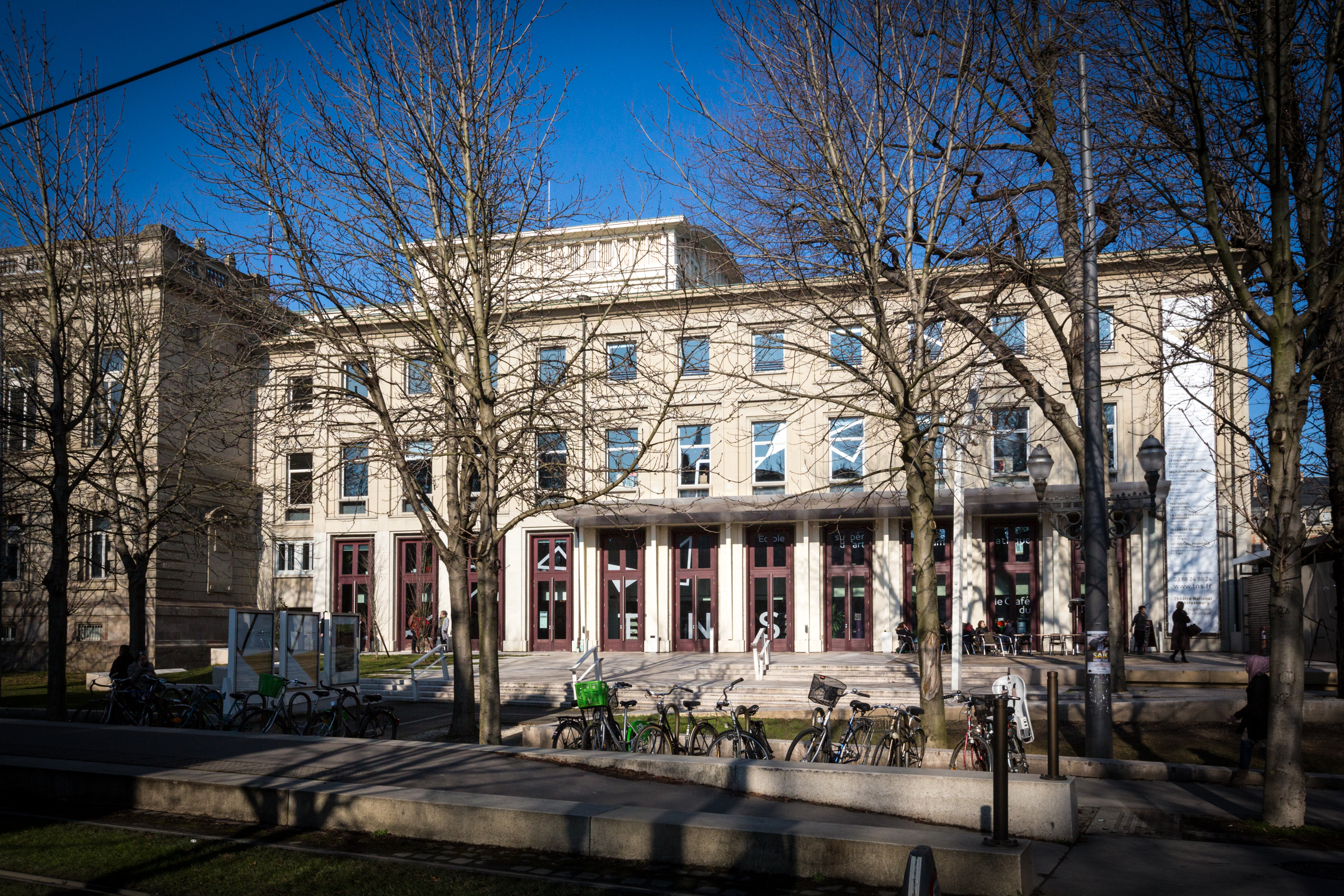
Le Théâtre National de Strasbourg
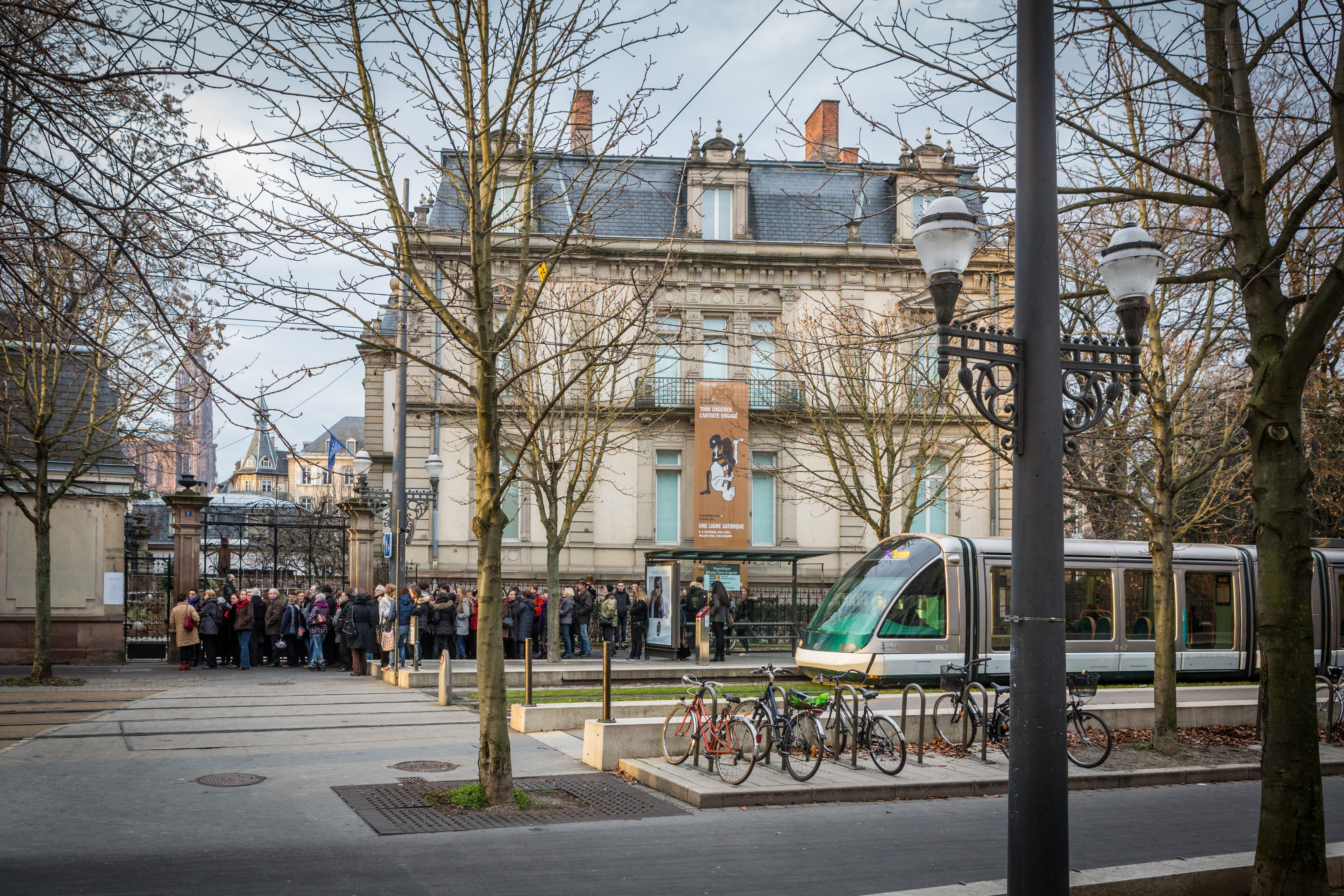
Le musée Tomi Ungerer
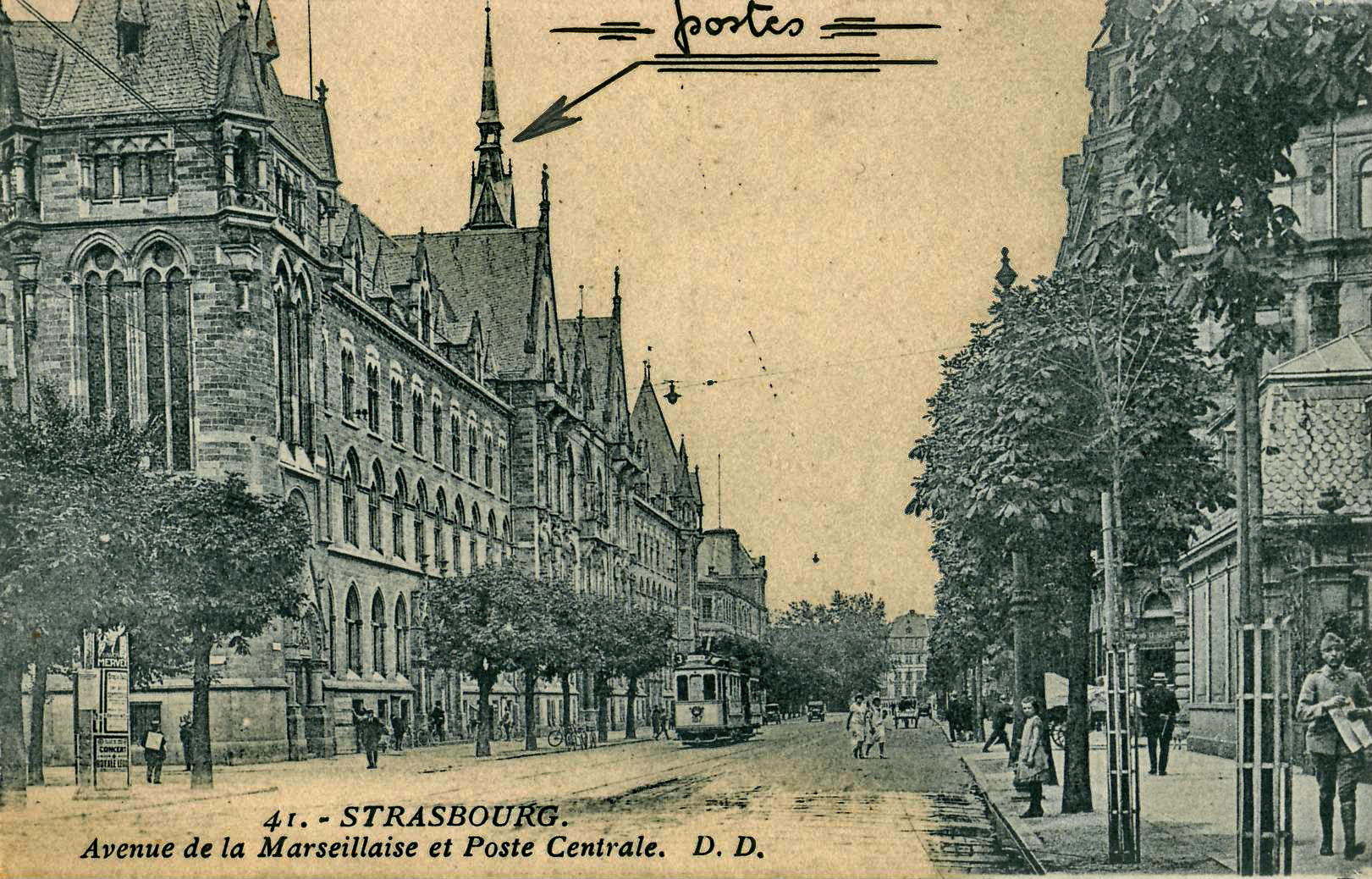
La Poste centrale vers 1920
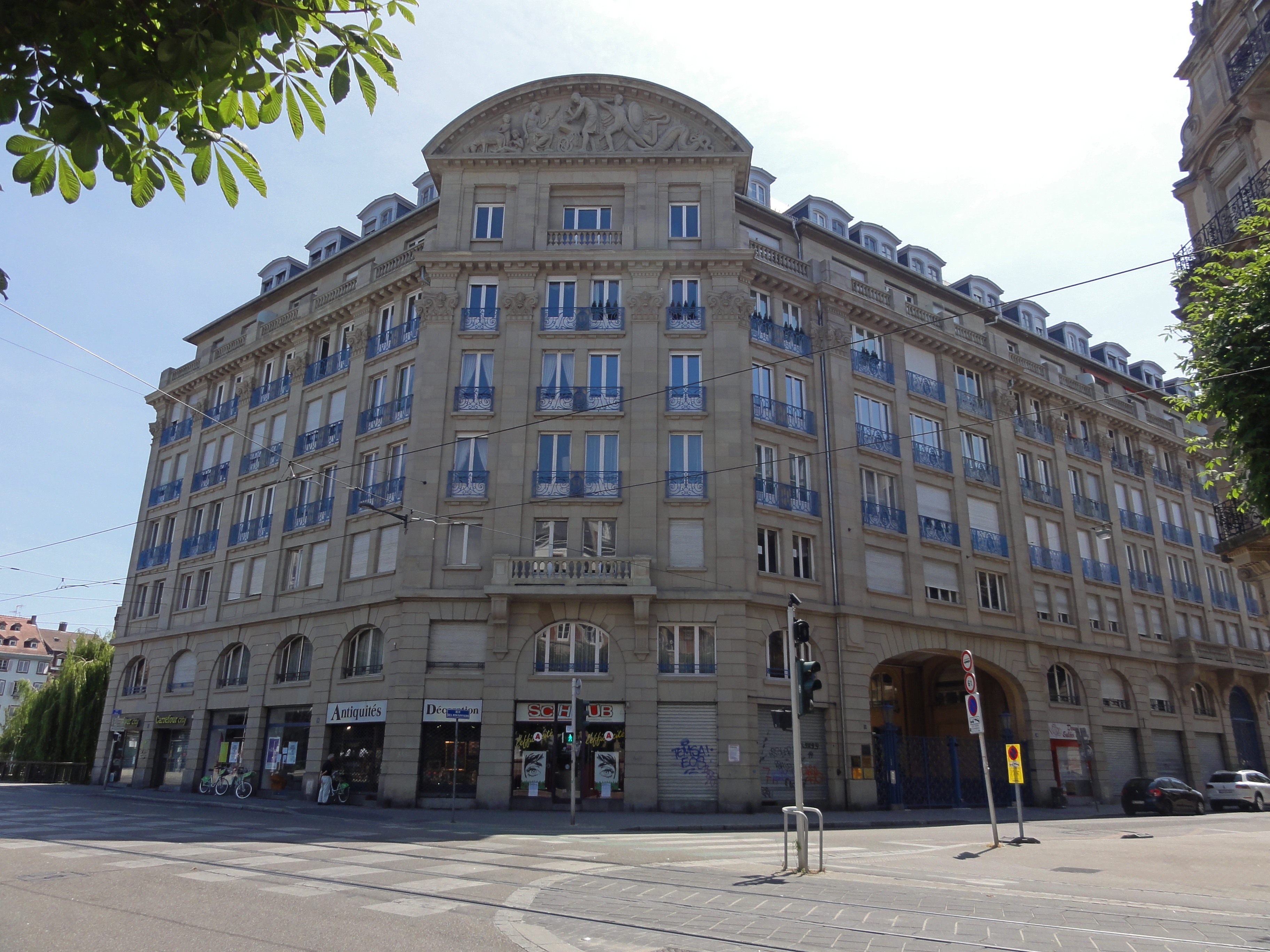
L'Esca et la rue des Pontonniers à droite